# لیون امس
لیون امس (انگلیسی: Leon Ames؛ ۲۰ ژانویهٔ ۱۹۰۲ – ۱۲ اکتبر ۱۹۹۳) هنرپیشه اهل ایالات متحده آمریکا بود. وی بین سال‌های ۱۹۳۱ تا ۱۹۸۶ میلادی فعالیت می‌کرد.
از فیلم‌هایی که وی در آن نقش داشته است، می‌توان به لنگرا را بکشید، پگی سو ازدواج کرد، مرا در خیابان لوییس ملاقات کن، میدان جنگ و از تراس اشاره کرد.